# Piràmide G1-a
La piràmide G1-a és una de les quatre piràmides subsidiàries que hi ha al sector oriental de la necròpoli de Guiza. Les altres piràmides subsidiàries que l'acompanyen són la G1-b, la G1-c i la G1-d. Es troba emplaçada just al costat oriental de la gran piràmide, i va ser construïda durant la IV Dinastia d'Egipte.
Aquesta tomba és la més septentrional de les tres piràmides de les reines. Té una base de 49,5 metres d'ample i originàriament tenia una alçada de 30,25 metres i una inclinació de 52°; la piràmide ha perdut dos terços de la seva alçada original.

L'entrada es troba a la paret nord. Dins de la piràmide, un passadís baixa fins al punt mig de l'estructura abans de convertir-se, cap a la dreta, en una petita cambra funerària tallada a la roca i aflorada amb blocs de pedra calcària. Tot i que hi ha un rebaix esculpit a la paret oest de la cambra, no s'hi va trobar cap sarcòfag. A la paret oest de la cambra funerària s'hi va excavar un petit nínxol on es van trobar fragments de basalt. També es coneix com la piràmide d'Hetepheres I, tal com va descobrir Mark Lehner; originalment es pensava que pertanyia a la reina Meritites I.

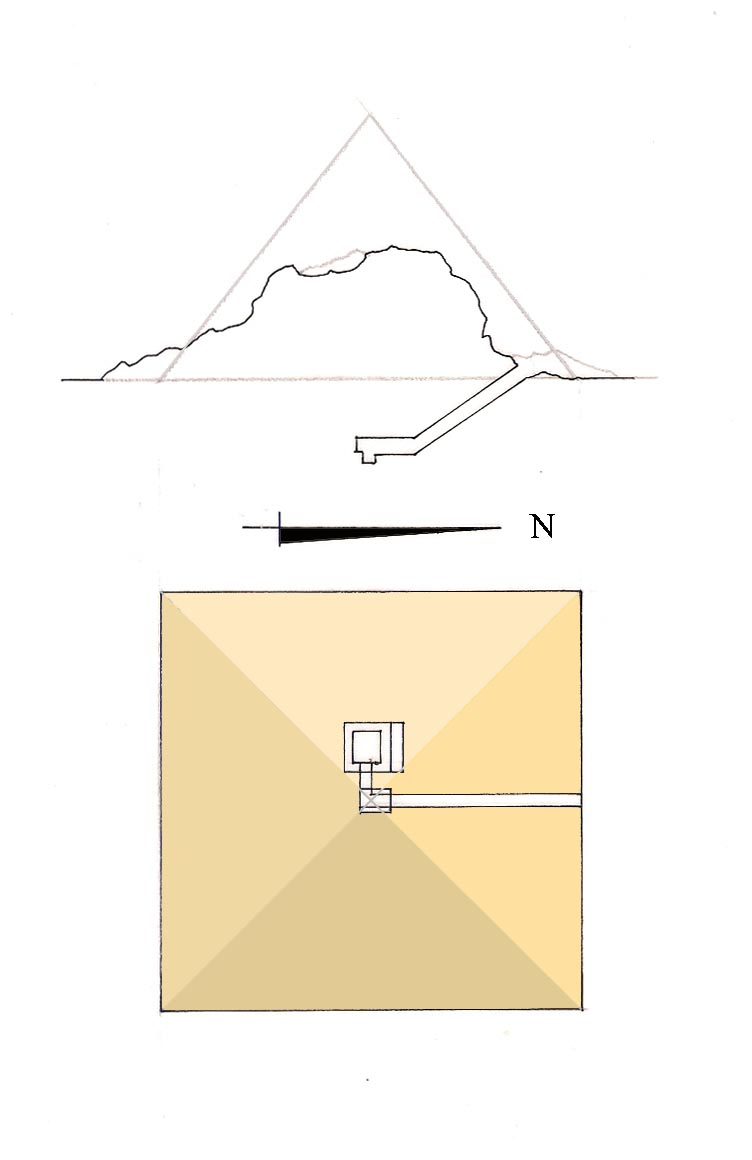
Plànol de la G1-a.
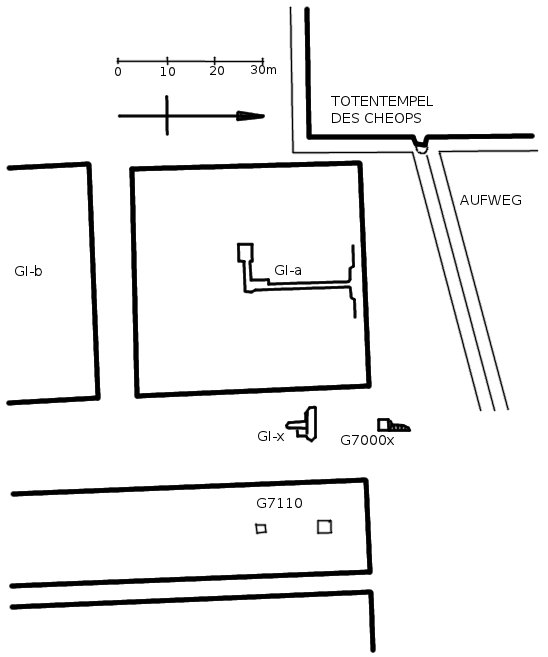
Plànol de la G1-a
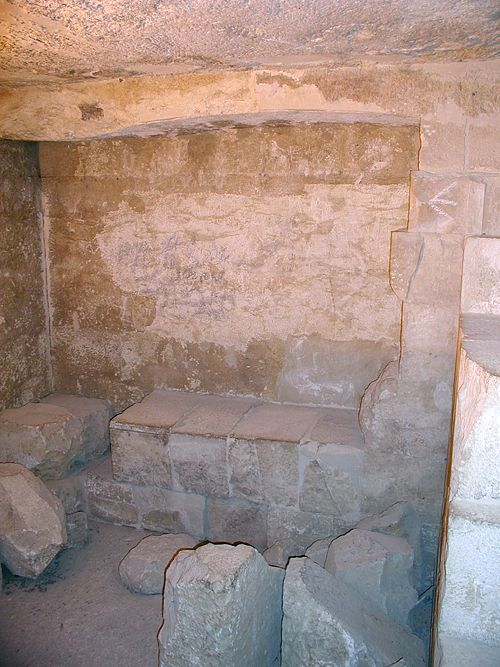
Interior de la piràmide
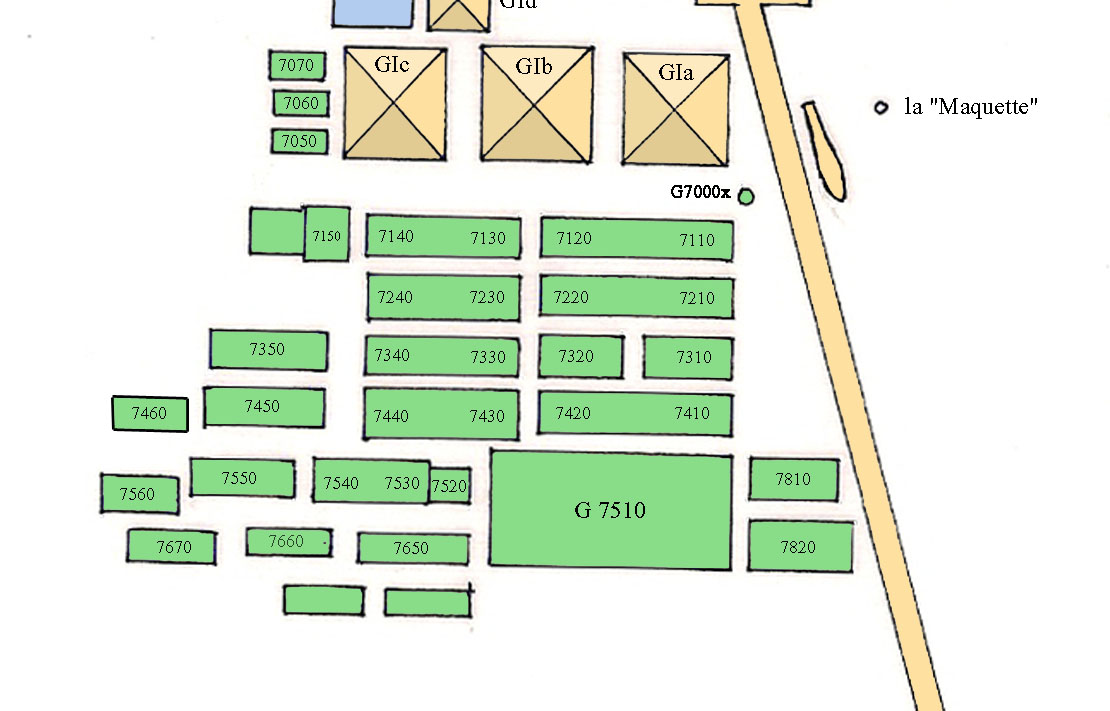
Sector de la necròpilis de Guiza on es troba la piràmide G1-a.